# Matthias Blüher
Matthias Blüher (* 1970 in Leipzig) ist ein deutscher Endokrinologe und Diabetologe, Oberarzt am Universitätsklinikum Leipzig  in der Klinik und Poliklinik für Endokrinologie, Leiter der Adipositas-Ambulanz für Erwachsene der Universitätsmedizin Leipzig sowie Professor für Klinische Adipositasforschung an der Universität Leipzig. 
Seit 2019 ist er zudem Direktor des im Juni 2018 gegründeten Helmholtz-Instituts für Metabolismus-, Adipositas- und Gefäßforschung in Leipzig, kurz HI-MAG, einem Institut des Helmholtz Zentrums München. Seine wissenschaftlichen Schwerpunkte sind krankhaftes Übergewicht (Adipositas), die Funktion und Verteilung des Fettgewebes sowie Zusammenhänge zwischen Adipositas Typ 2 Diabetes und anderen kardiometabolischen Erkrankungen.

## Leben und Werk
Matthias Blüher absolvierte sein Medizinstudium von 1990 bis 1996 an der Universität Leipzig und schloss es im Oktober 1996 mit dem Staatsexamen ab, wobei er von 1992 bis 1997 Stipendiat der Studienstiftung des deutschen Volkes war. Dem Studium folgte eine Beschäftigung als medizinischer Assistent am Institut für Klinische Chemie, Pathobiochemie und Labormedizin mit einer Promotionsarbeit bis Dezember 1996, sowie daran anschließend eine Ausbildung zum Facharzt für Innere Medizin an der Medizinischen Klinik und Poliklinik III bei Ralf Paschke und Michael Stumvoll von Januar 1997 bis Dezember 2004.
Im Jahr 2000 schloss Blüher seine Doktorarbeit ab und wurde promoviert, danach arbeitete er von September 2000 bis Dezember 2002 mit einem Stipendium der Deutschen Akademie der Naturforscher Leopoldina als Postdoktorand bei C. Ronald Kahn am Joslin Diabetes Center der Harvard University Boston. Im Dezember 2004 schloss er seine Facharztausbildung im Bereich Innere Medizin ab und trat im Januar 2003 eine Anstellung als Leiter der Nachwuchsgruppe Endokrinologie am Interdisziplinären Zentrum für Klinische Forschung (IKFZ) Leipzig an.
Von Dezember 2004 bis November 2005 war er C3-Professor für Molekulare Endokrinologie an der Universität zu Köln und wurde im Dezember 2005 W2-Professor für Molekularpathogenese von Stoffwechselkrankheiten an der Uni Leipzig. Im Oktober 2006 wurde Blüher zudem Leiter der DFG-Forschungsgruppe „Atherobesity“ an der Universität Leipzig. Derzeit untersucht er, welche Mechanismen zur Entstehung von Adipositas und krankhafter Fettverteilung führen und wie diese zu kardio-metabolischen Folgeerkrankungen beitragen.
Im Jahr 2003 erhielt Matthias Blüher den Deutschen Adipositas-Forschungspreis, der auf der Jahrestagung der Deutschen Adipositas-Gesellschaft (DAG) verliehen wurde. 2008 wurde er mit dem Ferdinand-Bertram-Preis der Deutschen Diabetes-Gesellschaft (DDG) ausgezeichnet. Von der European Association for the Study of Diabetes (EASD) wurde ihm 2015 der Minkowski-Preis verliehen.
Seit 2019 ist er Professor (W3) für Klinische Adipositasforschung an der Universität Leipzig. Er leitet die Adipositas-Ambulanz für Erwachsene und ist Direktor des Helmholtz-Instituts für Metabolismus-, Adipositas- und Gefäßforschung (HI-MAG), das er 2018 mitgegründet hatte. 
Zudem ist er Sprecher des Sonderforschungsbereichs (SFB) 1052 „Obesity Mechanisms“ der Universität Leipzig und war maßgeblich für dessen Einrichtung im Jahr 2013 verantwortlich.
Am künftigen geförderten Exzellenzcluster „LeiCeM“ („Leipzig Center of Metabolism“) wirkt der Wissenschaftler als Co-Sprecher. Die endgültige Auswahlentscheidung wurde am 22. Mai 2025 in der Exzellenzkommission der Deutschen Forschungsgemeinschaft (DFG) und des Wissenschaftsrates bekanntgegeben.